# Walter Hugo Pagés
Walter Hugo Pagés Torres (Castillos, 4 de junio de 1933) es un contador, profesor y productor rural uruguayo.
Fue 3 veces presidente de la Federación Rural del Uruguay (1974, 1976 y 1987). Además fue vicepresidente del Banco de la República Oriental del Uruguay representando al Partido Nacional durante la presidencia del Dr. Luis Alberto Lacalle (1995-2000).

## Biografía
Walter Hugo Pagés Torres nació en Castillos, Departamento de Rocha, Uruguay, el 4 de junio de 1933. Hijo de Juan José Pagés García y Margarita Torres Fernández.
Está casado con María Justina Rodríguez Muniz. Tiene 4 hijos, Carolina, Gabriela, Laura y Guillermo, y 4 nietos, Paula, Valeria, Martín y Gimena.
Cursó primaria en la escuela No. 3 de Bella Unión, estudios secundarios en el Instituto Osimani Llerena de la ciudad de Salto, y el 30 de mayo de 1961 recibe el título de Contador Público de la Facultad de Ciencias Económicas y de Administración de la Universidad de la República.

## Actividad profesional y gremial
Siendo estudiante universitario ingresa en la empresa FUNSA, en la cual trabaja durante 8 años, llegando a ocupar el cargo de jefe de costos.
A partir del año 1962 se dedica a la actividad rural y administración de empresas agropecuarias, con vinculación al sistema cooperativo. Desde 1972 fue presidente de la Cooperativa Agropecuaria de Castillos durante varios ejercicios, y en relación con esta actividad fue designado por el Poder Ejecutivo integrante de la Comisión Administradora de la Planta Textil (CAITEX), e integró el Consejo Directivo de Central Lanera Uruguaya.
Fue elegido presidente de la Federación Rural durante los ejercicios 1974/75, 1975/76 y 1987/88. Como represente de dicha institución ocupó cargos en organizaciones vinculadas al sector, tales como miembro de la Comisión Honoraria del Plan Agropecuario, miembro de la junta directiva del INAC, miembro del Comité Hemisférico de Erradicación de la Fiebre Aftosa, y miembro de la Comisión Honoraria de Lucha contra la Hidatidosis.
Durante la presidencia del Dr. Luis Alberto Lacalle (1995-2000) es designado vicepresidente del Directorio del Banco de la República Oriental del Uruguay, en representación del Partido Nacional.
En representación del BROU ocupa el cargo de Coordinador Nacional de la Asociación Latinoamericana de Instituciones de Financiación del Desarrollo (ALIDE), de la cual además fue presidente del Comité Agrícola.
Entre 1995 y 1998 es contratado por el Programa de las Naciones Unidas para el Desarrollo como Coordinador Nacional del programa Fortalecimiento de Áreas Sociales ejecutado por el Ministerio de Educación y Cultura.

## Actividad académica y docente
Fue profesor titular de Administración Agraria y profesor grado 5 del Seminario de Economía Nacional de la Facultad de Ciencias Económicas y de Administración de la Universidad de la República.
Fue miembro del Tribunal de Honor y presidente de la Comisión Agropecuaria del Colegio de Contadores.
En la actualidad y desde 1979 es miembro académico de número de la Academia Nacional de Economía.

## Publicaciones
Es autor de los libros “Rol de la Agropecuaria en el Uruguay que busca su desarrollo” y “Administración de Empresas Agropecuarias” ya en su cuarta edición, publicada por Editorial Hemisferio Sur.

## Actividad política
Fue asesor principal de campaña económica del Prof. Carlos Julio Pereyra, líder del Movimiento Nacional de Rocha, por el Partido Nacional.